# Gennaro Maria D'Afflitto
Genaro Maria d'Afflitto fue un fraile dominico, matemático e ingeniero italiano, catedrático de matemáticas de la Real Academia Militar de Matemáticas y Fortificación. 

## Biografía
Gennaro Maria d'Afflitto sucedió a Julio César Firrufino en la dirección de la Real Academia Militar de Matemáticas y Fortificación de Madrid. Lector en Artes y Teología, además de matemático, Afflitto era autor, asimismo, de una obra sobre fortificaciones modernas publicada en italiano en Florencia (1664) cuya versión castellana, de 1657, se dedicó a don Juan José de Austria. D'Afflitto fue capellán mayor e ingeniero del Tercio Viejo de Nápoles, con el que participaría en el sitio de Barcelona de 1651-2, que puso fin a la sublevación de Cataluña. Además, colaboró como ingeniero militar en el sitio de Gerona (1653). En 1665 dejó la cátedra, regresando a Nápoles donde ingresó en el monasterio de Santa Maria della Sanità, permaneciendo en el mismo hasta su fallecimiento en 1673.

## Obras
El Compendio de modernas fortificaciones de  d'Afflitto fue traducido por el capitán de infanteria e ingeniero del Ejército de Cataluña Baltasar de Siscara.
El libro se abre con unos advertimientos en los que se describe lo que es fortificación, partiendo de la idea de que con pocos se ha de defender de muchos, de ahí que sean escasamente prácticas las fortificaciones enormes en cuanto a su perímetro que necesitan una gran cantidad de gente para guardarlas, casi tantas como un ejército de campaña, una idea ya cuestionada a fines del siglo XVI. Afflitto es bastante crítico tanto con los que no dan importancia suficiente a los ingenieros, como cuando se presume que una fortaleza es inexpugnable por haberla construido determinado personaje. Huyendo de todo ello, en "estos discursos procuraremos fundarnos en la viva razón, y en la experiencia de expugnaciones famosas, averiguando la teoría con la plática de lo que hemos visto, y provado en unos años que andamos debaxo este trabajo". Afflitto consideraba el sistema holandés el mejor de todos, no sólo porque era "especulativo", es decir, científico, sino porque se había puesto en práctica con éxito durante muchos años. Precisamente, dice que es un sistema aborrecido por algunos: aquellos que nada saben de geometría.
La obra no se dirige a los que ya tienen experiencia en sitios, como cualquier oficial que lleve años en el ejército, sino que trata de dotar a éstos de conocimientos teóricos sobre fortificación escritos con un lenguaje llano. De esta forma, un vulgar ingeniero no podrá burlarse de ellos por falta de conocimientos; ellos mismos se convertirán también en ingenieros, pero con su esfuerzo, quitándole tiempo a galanteos y a otras lecturas.
La obra, muy breve, consta de trece capítulos -treinta y seis folios- acompañados por una tabla de medidas y otra de los valores de los ángulos y de once figuras. Se inicia con unos principios de geometría y otros de fortificación e inmediatamente Afflitto propone las medidas de su fortificación ideal: 240 pies de baluarte, una cortina que supere en una tercera parte esos 240 pies -aporta razones fundadas en casos prácticos sucedidos en Italia en aquellos años (fortificación de Porto Longone, Pomblín), para demostrar que el baluarte no ha de ser ni mayor ni menor. Luego pasa a trazar la fortificación y se refiere a cada uno de los elementos de la misma, como siempre eligiendo un modelo bien contrastando por la experiencia. Considera, por ejemplo, que la falsabraga debe tener el nivel de la campaña, mientras que la fortificación ha de tener entre doce y dieciocho pies de alta; el foso debería tener de ocho a dieciséis pies de hondo y de sesenta a ciento veinte pies de ancho . En caso de faltar el foso seco, siempre habrá que construir revellines y medias lunas. La obra concluye recordando una vez más que se ha buscado la brevedad y la claridad en la exposición.

### Obras de Gennaro Maria D'Afflitto
- D'Afflitto, Gennaro Maria (1661). De igne et ignivomis. Zaragoza: typis Didadi Dormer.
- — (1657). Compendio de modernas fortificaciones por el Reverendo P. Frai Genaro Maria de Afflicto (Baltasar de Siscara, trad.). Madrid: Pablo de Val.
- — (1665). Breve trattato delle moderne fortificazioni. Florencia: all'insegna della Stella.
- — (1667). Introduzione alla moderna fortificazione. Florencia: nella stamp. di s.a.s. per il Vangelisti, e Matini.